# Sis Hopkins (pel·lícula de 1919)
Sis Hopkins és una pel·lícula muda de la Goldwyn Pictures dirigida per Clarence G. Badger i protagonitzada per Mabel Normand. Basada en l’obra teatral homònima de Fleming Carroll (1899), aprofitava el gran èxit que l’actriu havia tingut l’any anterior amb "Mickey" (1918) per interpretar de nou una noia de poble, poc sofisticada i excèntrica, que en aquest cas va a la ciutat per educar-se a casa d’uns parents rics. La pel·lícula, de cinc bobines, es va estrenar el 9 de febrer de 1919. L’any 1941 Joseph Santley va filmar una nova versió de l’obra protagonitzada per Judy Canova. Es considera una pel·lícula perduda.

## Argument
Sis Hopkins, una nena de camp basta i el depenent de la botiga del poble Ridy Scarboro, estan tan absorts en la seva aventura amorosa que bolquen i una gran llauna d'oli en una bassa formant una gran taca. Això enganya el ric vilatà Vibert que creu haver descobert que la granja de Sis hi ha una bossa de petroli. Per tal d’aconseguir el control de la propietat planeja casar-se amb Sis però en veure el seu caràcter simple l'envia a ciutat a una acadèmia perquè perfeccioni les seves maners. Allà, Sis crea caos i és un problema per a la directora, la senyoreta Peckover. Vibert finalment s'adona que Sis mai no estarà a l'altura dels seus estàndards com a dona. Ridy, que s’ha sentit molt gelós, s'alegra quan ella torna a casa. Vibert convenç Pa Hopkins perquè vengui la propietat per una petita quantitat, però la Sis aconsegueix triplicar el preu. Finalment Vibert descobreix la llauna d’oli per culpa de la qual ha invertit tants diners.

## Repartiment
- Mabel Normand (Sis Hopkins)
- John Bowers (Ridy Scarboro)
- Sam De Grasse (Vibert)
- Thomas Jefferson (Pa Hopkins)
- Nick Cogley (pare de Ridy)
- Eugenie Forde (Miss Peckover)
- Harry McCoy